# Khoảng cách đồng chuyển động
Khoảng cách đồng chuyển động và khoảng cách riêng, trong Vụ Nổ Lớn, là hai khái niệm về khoảng cách có liên hệ với nhau.
Khoảng cách riêng là khoảng cách giữa hai vật thể đo bởi một thước đo nhất định tại cùng một thời điểm vũ trụ nhất định. Khoảng cách này sẽ tăng dần theo thời gian nếu vũ trụ giãn nở. Khoảng cách đồng chuyển động được quy ước là bằng với khoảng cách riêng tại thời điểm hiện tại, và được thiết kế để không thay đổi do sự giãn nở của vũ trụ, nếu hai vật thể vẫn "đứng yên" trong vũ trụ, hay "đồng chuyển động" trong vũ trụ giãn nở. Cụ thể, khoảng cách đồng chuyển động đo trong hệ quy chiếu đồng chuyển động gắn với người quan sát đồng chuyển động với sự giãn nở của vũ trụ. Người quan sát đồng chuyển động là người thấy vũ trụ, gồm phông bức xạ vũ trụ, là luôn đẳng hướng. 